# 三时学会
三时学会，为中国近代的一个佛教唯识法相研究的学术团体。于1927年成立于北京。

## 简介
1921年，韩清净等发起组织学术团体，名法相研究会，开讲《成唯识论》。1927年，因依据法相宗判教，改名三时学会，推韩清净为学长。学会宗旨为阐扬印度佛学和佛教教义，专于讲习、研究、译述并刻印佛教经典。1934年，佛教界在影印《碛砂藏》时发现了《赵城金藏》，于是择选典籍影印成《宋藏遗珍》，其中有关法相宗典籍由三时学会印行。1956年，活动停止。
“三时学会旧址”位于北京市西城区北长街27号，现为西城区普查登记文物。